# 戴耶號驅逐艦 (DD-84)
戴耶號驅逐艦（舷號DD-84）是一艘美國海軍建造的驅逐艦，為維克斯級驅逐艦的10號艦。她是美軍第一艘以戴耶為名的軍艦，以紀念美西戰爭時期的海軍軍官尼希米·戴耶（Nehemiah Mayo Dyer）。
戴耶號在1917年於霍河造船廠開始建造，在同年下水，於1918年服役。接著戴耶號派往英國及法國海域護航商船。戰後戴耶號到地中海執勤，在1922年退役，並長期封存。1936年戴耶號退役除籍，並出售拆解。